# Drivenik
Drivenik je naselje na področju Vinodol blizu Crikvenice na Hrvaškem. Staro naselje se nahaja na griču Glavica (181 mnm), novo pa ob njegovem vznožju v dolini med dvema gorskima grebenoma. Na griču stoji grad Drivenik, ki je bil prvič omenjen leta 1228.

## Demografija
| Pregled števila prebivalcev po letih | Pregled števila prebivalcev po letih | Pregled števila prebivalcev po letih | Pregled števila prebivalcev po letih | Pregled števila prebivalcev po letih | Pregled števila prebivalcev po letih | Pregled števila prebivalcev po letih | Pregled števila prebivalcev po letih | Pregled števila prebivalcev po letih | Pregled števila prebivalcev po letih | Pregled števila prebivalcev po letih | Pregled števila prebivalcev po letih | Pregled števila prebivalcev po letih | Pregled števila prebivalcev po letih | Pregled števila prebivalcev po letih |
| ------------------------------------ | ------------------------------------ | ------------------------------------ | ------------------------------------ | ------------------------------------ | ------------------------------------ | ------------------------------------ | ------------------------------------ | ------------------------------------ | ------------------------------------ | ------------------------------------ | ------------------------------------ | ------------------------------------ | ------------------------------------ | ------------------------------------ |
| 1857                                 | 1869                                 | 1880                                 | 1890                                 | 1900                                 | 1910                                 | 1921                                 | 1931                                 | 1948                                 | 1953                                 | 1961                                 | 1971                                 | 1981                                 | 1991                                 | 2001                                 |
| 856                                  | 956                                  | 976                                  | 1091                                 | 1127                                 | 1018                                 | 965                                  | 880                                  | 646                                  | 658                                  | 511                                  | 504                                  | 375                                  | 350                                  | 325                                  |